# Serhij Perchun
Serhij Wołodymyrowycz Perchun, ukr. Сергій Володимирович Перхун (ur. 4 września 1977 roku w Dniepropetrowsku, zm. 28 sierpnia 2001 w Moskwie) – ukraiński piłkarz, występujący na pozycji bramkarza, reprezentant Ukrainy.

## Kariera piłkarska

### Kariera klubowa
W wieku 7 lat otrzymał pierwsze lekcje piłki nożnej. Wychowanek Szkoły Piłkarskiej Dnipra Dniepropetrowsk, w którym rozpoczął karierę piłkarską w 1993 roku. W 1995 został wypożyczony do farm klubu Metałurh Nowomoskowsk. Przez wysoką konkurencję bardziej doświadczonych bramkarzy w 1999 przeszedł do Sheriffa Tyraspol, a już w 2001 podpisał kontrakt z CSKA Moskwa.
18 sierpnia 2001 podczas meczu z Anżi w Machaczkale uderzył się głową o napastnika Buduna Budunowa i stracił przytomność. Bramkarz trafił do szpitala, skąd, po wykonaniu badań, został wypuszczony, ale w drodze na lotnisko zapadł w śpiączkę. Lekarze walczyli o jego życie, jednak 28 sierpnia 2001 Serhij zmarł w klinice w Moskwie. 30 sierpnia pochowany w rodzinnym Dniepropetrowsku.

### Kariera reprezentacyjna
Na młodzieżowych Mistrzostwach Europy U-16 rozgrywanych w 1994 roku w Irlandii jako zawodnik reprezentacji Ukrainy U-16 zdobył tytuł wicemistrza Europy.
15 sierpnia 2001 debiutował w reprezentacji Ukrainy, kiedy wszedł na boisko w drugiej połowie meczu towarzyskiego z Łotwą, wygranym 1:0.

## Sukcesy i odznaczenia

### Sukcesy klubowe
- zdobywca Pucharu Mołdawii: 1999

### Sukcesy reprezentacyjne
- brązowy medalista Mistrzostw Europy U-16: 1994

### Sukcesy indywidualne
- najmłodszy bramkarz, który debiutował w Wyższej Lidze Ukrainy - 16 lat.
- w 13 meczach w Wyższej Dywizji Rosji puścił tylko 6 goli, 7 meczów "na sucho". W żadnym meczu nie puścił więcej niż jedną bramkę.
- wybrany (po śmierci) do listy 33 najlepszych piłkarzy Rosji: 2001